# Rhosllannerchrugog
| \| Localisation sur la carte du Royaume-Uni · Rhosllannerchrugog \| Localisation sur la carte du Royaume-Uni Rhosllannerchrugog. |
| Localisation sur la carte du Royaume-Uni · Rhosllannerchrugog                                                                    |

| \| Localisation sur la carte du Pays de Galles · Rhosllannerchrugog \| Localisation sur la carte du pays de Galles Rhosllannerchrugog. |
| Localisation sur la carte du Pays de Galles · Rhosllannerchrugog                                                                       |

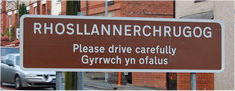

Rhosllannerchrugog (écrit, parfois, Rhosllanerchrugog, en anglais) est un grand village et une communauté locale du county borough de Wrexham, au pays de Galles (Royaume-Uni).

## Géographie

Le county borough de Wrexham dans le pays de Galles.

Rhosllannerchrugog se trouve dans le nord du pays de Galles, à 8 km de la ville de Wrexham, à une altitude de 174 m.

## Histoire
Le village de Rhosllannerchrugog fait, à l'origine, partie de l'ancienne paroisse de Ruabon. Le district est mentionné sous les noms de Morton-above (c'est-à-dire Morton, ou Moor town, au-dessus de la digue d'Offa), en anglais, ou de Morton Wallichorum (le Morton gallois), en latin. En 1844, la paroisse nouvellement créée de Rhosllannerchrugog regroupe les villages de Rhos, Ponciau, Pant et Johnstown.
Le développement du village peut être largement attribuée aux filons de houille du nord-est du Pays de Galles, qui passent au voisinage. Ils amènent la création d'une grande communauté de mineurs de charbon, durant le XVIIIe siècle. Le Stiwt (Institut des mineurs), sur Broad Street, est un symbole du patrimoine du mouvement ouvrier et des mineurs de charbon de Rhosllannerchrugog. Ce centre social et culturel communautaire est financé et construit par les mineurs, pendant la grève générale de 1926.
Le réveil religieux gallois de 1904-1905 a un impact majeur sur Rhosllannerchrugog. R. B. Jones, un prêcheur baptiste ambulant, fait campagne à la chapelle baptiste de Penuel, à Rhosllannerchrugog, en novembre 1904. La fameuse citation bardique Beibl a Rhaw i Bobl y Rhos (« une bible et une bêche pour le peuple de Rhos ») reflète l'importance, à la fois, de l'extraction du charbon et des chapelles pour la culture et le patrimoine du village.
Les églises et chapelles, où les services sont assurés majoritairement en langue galloise, ont un fort impact sur le développement linguistique et culturel de la région, et, jusqu'au début des années 1980, la fréquentation religieuse est significativement plus importante à Rhosllannerchrugog que dans la plupart des autres régions du Pays de Galles ou de l'ensemble du Royaume-Uni. Il résulte de ceci que, bien que seulement quatorze kilomètres séparent le village de la frontière anglaise, et qu'il soit entouré de villages anglophones, le gallois est encore la langue communautaire parlée à Rhosllannerchrugog.
Un journal hebdomadaire, le Rhos Herald, est fondée par Richard Mills, en 1894. Originaire de Llanidloes, celui-ci crée son entreprise d'imprimerie dans la rue Hall. 3 737 numéros sont publiés entre le 18 août 1894 et le 31 décembre 1966. Depuis le milieu des années 1970, un journal communautaire en langue galloise, avec des nouvelles locales, Nene, est publié au village.

Rhosllannerchrugog accueille le National Eisteddfod en 1945 et 1961 et la Ligue celtique y est fondée, en 1961, lors de l'Eisteddfod. Cet événement est immortalisé dans le poème et la chanson Les renards croisés, de Harri Webb, commémorant la nuit où : 

« A Rhosllannerchrugog, nous avons asséché le pub »

Jusqu'en 1974, Rhosllannerchrugog fait partie du Denbighshire, de 1974 à 1996, du comté de Clwyd, avant d'être rattaché au county borough de  Wrexham, en 1996.

## Démographie

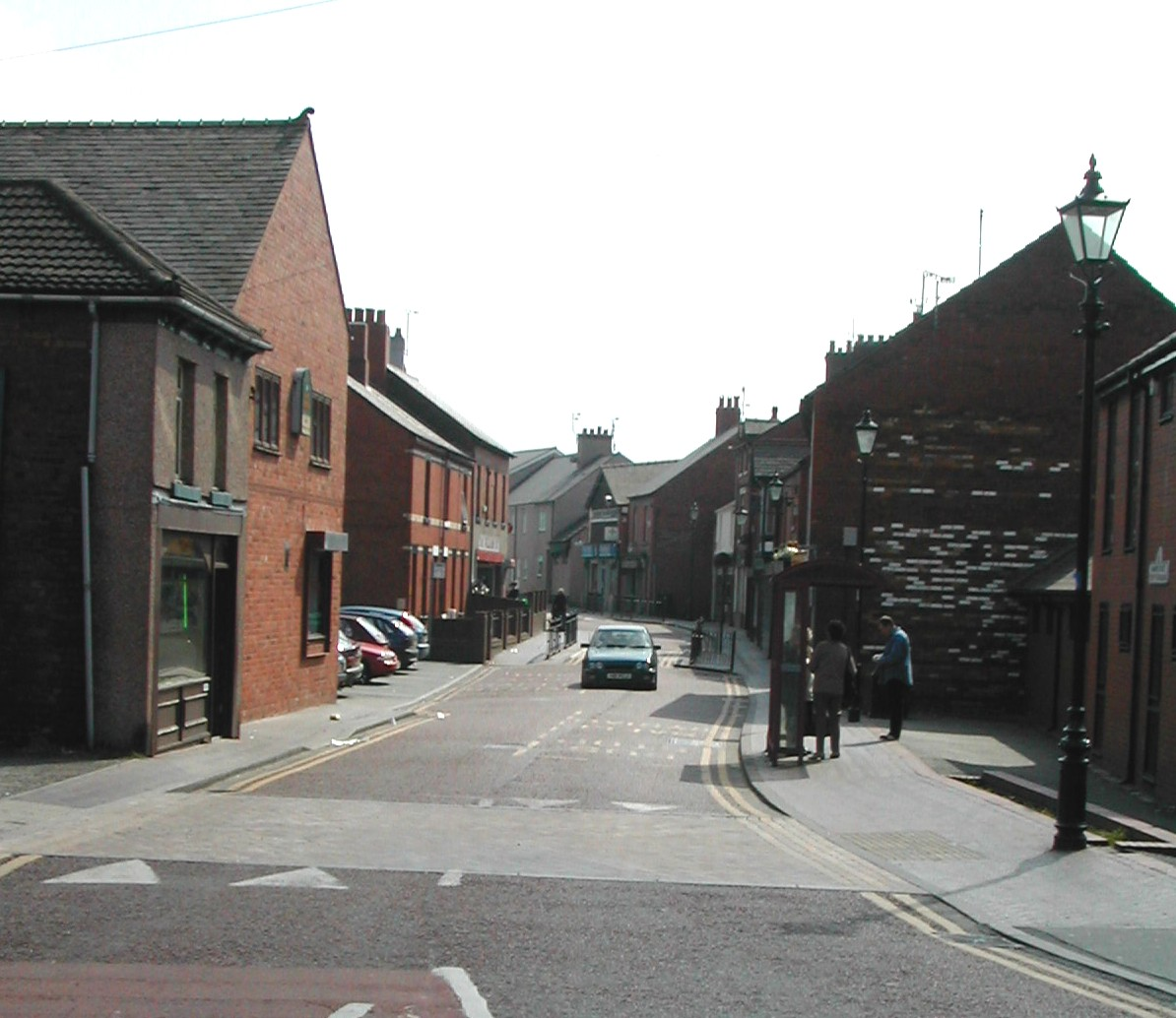
Grand-Rue.

Rhosllannerchrugog compte 9 439 habitants, lors du recensement britannique de 2001. Ce recensement montre qu'environ 40 % de la population du village parlent gallois.
| 2001  |
| ----- |
| 9 439 |

## Administration
Rhosllannerchrugog est une communauté, qui est l'échelon inférieur de la hiérarchie administrative du pays de Galles. Elle fait partie de la région principale de Wrexham et du comté préservé de Clwyd. Sa référence, sur la grille nationale de l'Ordnance Survey, est SJ295465.
Traduit littéralement, le nom de Rhosllannerchrugog vient du gallois rhos, « lande », llannerch, « clairière » et grugog, « bruyère ». Il signifie donc « lande de la clairière aux bruyères ». Il est souvent appelé simplement Rhos. Avec une population d'environ 10 000 habitants, la communauté moderne de Rhosllannerchrugog est l'une des plus importantes au pays de Galles.
Sa ville postale est Wrexham et son code postal LL14 1xx. Le préfixe téléphonique est 01978.
Rhosllannerchrugog dépend de la police et des pompiers des Galles du Nord, et des ambulances galloises.

### Politique
Les circonscriptions électorales auxquelles appartient le village sont celle de Clwyd South, pour les élections au parlement britannique, et celles de Clwyd South et North Wales, pour les élections à l'assemblée galloise.

## Culture

### Sites et monuments

#### Théâtre Stiwt

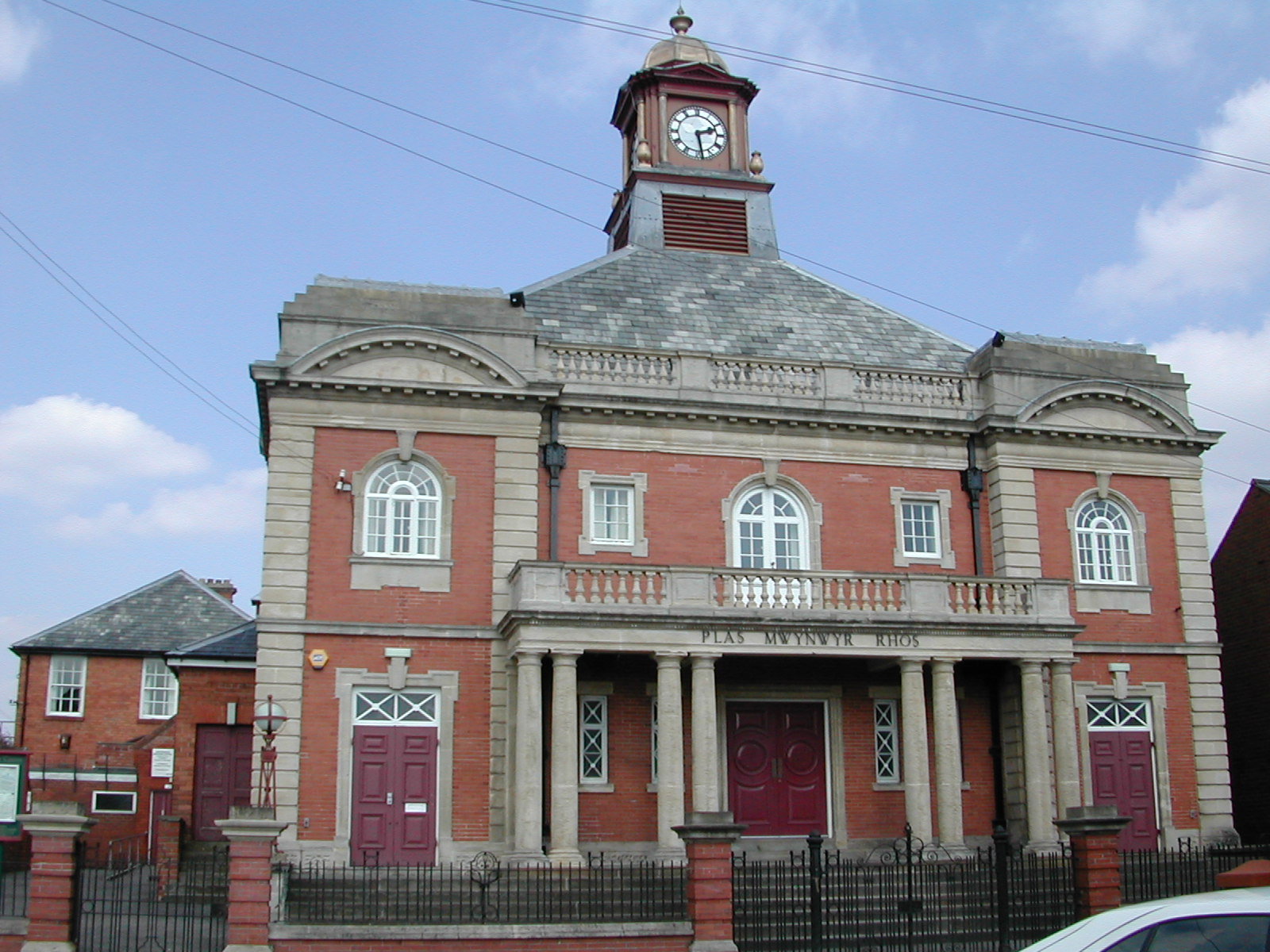
Théâtre Stiwt, Broad Street.

Autrefois Institut des mineurs (Plas Mwynwyr), il est construit en 1926 et domine la vie sociale et culturelle du village jusqu'à sa fermeture, en 1977. Le conseil local achète le bâtiment en 1978 et décide, en 1985, de le démolir, mais une campagne locale le sauve. Grâce à des efforts de collecte de fonds, il est rénové et rouvre, en tant que théâtre communautaire. Depuis 2006, le tThéâtre Stiwt accueille le festival de musique des jeunes de Wrexham. Le Stiwt présente plusieurs spectacles annuels et le bâtiment est ouvert au public.

#### Église de St Jean l'Évangéliste
Ce bâtiment classé de Grade II est construit en 1852 et consacré le 4 octobre 1853. Bon exemple d'église néo-romane, il est de style normand, construit en grès taillé et couvert de toits d'ardoise. Il a un plan cruciforme avec nef, transept et chœur. Le clocher est à l'angle du transept sud et du chœur. L'église ferme en 2004.

#### Chapelle Penuel (Capel Penuel)
Cette chapelle galloise à deux étages est construite en 1856-1859, avec une façade de briques, mise en place au cours des rénovations effectuées de 1856 à 1891. La chapelle est le point de départ de la campagne de R. B. Jones dans le village, pendant la renaissance religieuse de 1904-1905.  Lewis Valentine a été un des ministres de la chapelle.

#### Orphelinat
Il est construit en 1887.

### Patrimoine musical
Rhosllannerchrugog a un riche patrimoine musical. La ville possède une salle de concert au théâtre Stiwt.
Parmi les compositeurs du village, on peut citer le Dr Caradog Roberts, connu pour son hymne Rachie, et Arwel Hughes, chef d'orchestre, auteur de l'hymne Tydi a Roddaist. Les interprètes célèbres incluent les barytons James Sauvage et Andrew Griffiths et le pianiste Llŷr Williams.
Rhosllannerchrugog possède plusieurs chœurs, notamment le Chœur vocal masculin de Rhos (Côr Meibion Rhosllannerchrugog), le Chœur vocal masculin Orpheus de Rhos (Côr Orffiws Y Rhos), le Chœur des retraités (Côr Pensiynwyr Rhosllannerchrugog), le Chœur de filles (Côr Merched Rhosllannerchrugog) et les Chanteurs de Rhos (Cantorion Rhos), un chœur vocal mixte. Les chœurs vocaux masculins effectuent des tournées dans de nombreux pays et sont connus au niveau national et international. Ils bénéficient de chefs de chœur de renommée mondiale, parmi lesquels John Glyn Williams, John Daniel et Emyr James.
Le Rhos Prize Silver Band est constitué en 1884 et obtient ultérieurement la reconnaissance sous le nom de Groupe des charbonnages Hafod (Hafod Colliery Band). Après la fermeture des charbonnages Hafod, en 1968, le groupe est renommé Rhos and District Silver Band, puis, en 2011, Wrexham Brass. Il est maintenant (2011) basé sur le campus de l'université Glyndŵr, à Wrexham.

### Dialecte
Le village est connu, spécialement dans les autres communautés qui parlent gallois, pour son utilisation de mots uniques dans la langue galloise. Le principal exemple est le mot qui est devenu synonyme du village : nene, ce qui signifie ceci. On retrouve ce mot comme titre du journal mensuel de la communauté. Il se prononce « naynay » et est parfois utilisé en association avec un autre mot unique : ene (prononcé « aynay »), signifiant ici. Un exemple est la question « Be 'di nene ene? », qui signifiie: « qu'est-ce qui se passe ici ? ».

## Transports

### Chemins de fer
Rhosllannerchrugog est, à l'origine, relié au Grand chemin de fer de l'Ouest (Great Western Railway) par une branche allant du village à Wrexham et passant par Rhostyllen et Legacy. Pendant un temps, les trains de voyageurs s'arrêtent à Brook Street, Pant et Wynn Hall, cependant que les rapides ne font que traverser, en direction du quai de Pontcysyllte, sur le Shropshire Union Canal, via Plas Bennion et Acrefair. Une seconde ligne dessert le voisinage, à Ponciau, à partir d'une ramification à Legacy, rejoignant la ligne principale à Wynnville, Ruabon, avec des arrêts à Fennant Road, Aberderfyn et Ponkey Crossing. Après la fermeture, dans les années 1930, de toutes ces lignes, le village n'est plus desservi que par route.

### Tramway
Rhosllannerchrugog est le terminus de la ligne de la Compagnie du tramway électrique de Wrexham et son district (Wrexham and District Electric Tramway Company). Le tramway entre en service en 1903, allant, initialement, de Penybryn, à Wrexham, à la Nouvelle auberge de Johnstown. La ligne est rapidement prolongée, par-delà Gutter Hill, jusqu'à Duke Street, à Rhosllannerchrugog. Le dépôt de la compagnie se trouve à Johnstown. Par la suite, les tramways sont progressivement remplacés par des autobus de la compagnie, qui est rebaptisée Compagnie de transport de Wrexham et son district (Wrexham & District Transport Company).

### Autobus
Plusieurs compagnies locales d'autobus desservent le village. Les bus, de couleur rouge et crème, de Phillips et fils, à Rhostyllen, relient Wrexham à Rhosllannerchrugog, via Johnstown. Entre 1927 et 1979, cette ligne se prolonge jusqu'à Tainant, avant que cette desserte ne soit reprise par Crosville. Des années 1920 jusqu'en 1986, T. Williams et fils assurent également la liaison Wrexham-Rhosllannerchrugog. Une autre compagnie locale, Wright et fils, possède une ligne de Penycae à Wrexham, avec un arrêt à Rhosllannerchrugog, et, par la suite, à Ponciau. Lors de la dérégulation de la gestion des lignes d'autocars, en 1986, Wright affronte la concurrence de la compagnie Crosville, beaucoup plus importante, et cesse ses dessertes en 1993, laissant Crossville comme seul transporteur de la région. Crossville est, par la suite, absorbée par le groupe Arriva, qui assure une desserte régulière entre le centre ville de Wrexham et Rhosllannerchrugog.

### Routes
Le village est situé sur la route B5097, qui le relie à Rhostyllen, au nord-est, et à Ruabon, au sud. La route A483, passant dans ces deux dernières localités, permet l'accès à Liverpool et Manchester, au nord, et Birmingham, Swansea et Cardiff au sud.

## Tourisme
Rhosllannerchrugog possède un gîte cinq étoiles de neuf chambres, pouvant accueillir vingt personnes, le Wynnstay Hall.

## Environnement
À Llwyneinion, un puits creusé dans l'argile de la formation carbonifère de Bettisfield est utilisé, jusqu'en 1972, comme dépôt de matériaux polluants. Environ 94 000 t de boues asphaltiques acides et 7 500 t de bentonite imbibée d'huile y sont déversés, de même que de nombreux fûts de produits chimiques. Le lagon formé occupe une superficie de 1,3 ha, avec une profondeur allant jusqu'à 10 m. Il est recouvert par une couche d'eau pluviale de moins de 40 cm d'épaisseur. Le terrain sous-jacent est constitué de strates fracturées et est parcouru par trois galeries de mine. Depuis 1980, le site est la propriété du Conseil du county borough de Wrexham.

## Sport
Rhosllannerchrugog est équipé d'une piste de bicross, sur un terrain de 2 600 m2.

## Société
En septembre 2006, une polémique au sujet du cimetière agite la communauté de Rhosllannerchrugog. Le conseil de la communauté de Rhosllannerchrugog projette de recouvrir le terrain de gazon, et, craignant que les règles d'hygiène et de sécurité ne soient violées, demande, par courrier, aux parents des personnes enterrées là de limiter les dépôts floraux. Cette mesure provoque des protestations qui se traduisent par une pétition recueillant 850 signatures et une manifestation rassemblant une soixantaine de familles.

## Personnalités liées à la ville
- John Tudor Davies, chef d'orchestre et organiste, membre de l'Ordre de l'empire britannique.
- William Davies, compositeur.
- Meredith Edwards, acteur.
- Islwyn Ffowc Elis.
- Tom Ellis, politicien du parti travailliste et du parti social-démocrate.
- Le mannequin, Miss Monde 1961, Rosemarie Frankland est née à Rhosllannerchrugog, le 1er février 1943[8]. Après son décès à Marina Del Rey, le 2 décembre 2000, ses cendres sont rapportées au cimetière de Rhosllannerchrugog, en février 2001.
- Isaac Daniel Hooson, poète[9].
- Arwel Hughes, compositeur.
- Colin Jones, chef d'orchestre et pianiste.
- James Idwal Jones, politicien.
- Mark Lewis Jones, acteur, est né à Rhosllannerchrugog en 1964.
- Susan Elan Jones, politicien.
- Thomas William Jones, politicien travailliste.
- Tom Jones (Tom l'Espagnol), soldat[10].
- Daniel Lloyd, acteur, chanteur, compositeur et musicien.
- Stifyn Parri, acteur, présentateur et réalisateur, est né à Rhosllannerchrugog.
- Gordon Richards, footballeur.
- Aled Roberts, membre libéral-démocrate gallois de l'assemblée nationale du Pays de Galles.
- Caradog Roberts, compositeur.
- Robert Roberts (né en 1865, mort en 1945), footballeur aux clubs de football de Rhosllannerchrugog et Crewe Alexandra, international du Pays de Galles.
- James Sauvage, baryton.
- John Glyn Williams, chef d'orchestre et organiste, membre de l'Ordre de l'empire britannique.
- Llŷr Williams, pianiste[11].